# Pluto
Pluto é um personagem da Disney, idealizado como um cão da raça bloodhound, que é o mascote do personagem Mickey. Destrambelhado, sempre arranja muita confusão, mas no fim acaba ajudando seu dono a desvendar alguns mistérios.

## Histórico
Inicialmente, Pluto não era o mascote de Mickey, mas sim de sua namorada, Minnie. O cão, treinado para caça, era chamado inicialmente de Rover, mas a esposa de Walt Disney (este o criador da personagem) sugeriu uma mudança de nome, aproveitando a recém descoberta de Plutão.
A personagem apareceu em mais de 50 episódios de desenhos da Disney, desde sua primeira aparição, em 1930, no cartoon "The Chain Gang". Pluto cativou adultos e crianças com sua personalidade quase humana, e mesmo que sua aparência tenha mudado desde os primeiros episódios, ele sempre salvou seu dono de perigos.
Assim como acontece com outros personagens longevos, a origem de Pluto gera controvérsias. Alguns especialistas apontam 1930 como seu ano de criação, enquanto outros adotam 1931. Depende do ponto de vista: foi em 1930 que o sabujo apareceu pela primeira vez num desenho dos Estúdios Disney. Aliás, eram dois sabujos. Em setembro daquele ano, em The Chain Gang (Os Prisioneiros), Mickey foi caçado por João Bafo-de-Onça, que contou com a ajuda de dois cães idênticos. Um mês depois, apenas um dos cachorros voltou em The Picnic (O Piquenique). Batizado de Rover, ele foi apresentado como o animal de estimação da Minnie. Somente em maio de 1931, na animação The Moose Hunt (A Caça ao Alce), o cãozinho apareceu como a mascote do Mickey e com o nome de Pluto - escolhido pelo próprio Walt Disney. A primeira aparição solo de Pluto, foi em 1932 no curta-metragem, Just Dogs da série Silly Symphonies.
A carreira cinematográfica de Pluto inclui aparições em mais de 100 filmes, em sua maioria curtas de 7 minutos cada. Além de contracenar com o dono, em diversas oportunidades ele dividiu a tela com Donald, Pateta, os esquilos Tico e Teco, o gatinho Fígaro (do longa-metragem Pinóquio) e uma infinidade de bichanos destinados a torrar a paciência dele. Além disso, Pluto pode se gabar por guardar um Oscar em sua casinha - o desenho Lend a Paw (Me Dê uma Pata, de 1941), protagonizado por ele, ganhou o prêmio de Melhor Curta de Animação
A primeira história em quadrinhos de Pluto foi "Pluto the Pup", de 8 de julho de 1931, com desenhos de Floyd Gottfredson e Al Taliaferro. Esta história foi publicada no Brasil, somente em 2006, na revista "Aventuras Disney" 16, com o título "Pluto, O Cãozinho".
A primeira história criada no Brasil foi "Natal De Fechar O Comércio", publicada na revista "Zé Carioca" 893, de 1968. História esta que também foi publicada na Grécia e na Itália.
Na HQ "O Pequeno Herói", de Paul Murry, é mostrado o filho de Pluto, chamado de Pluto Júnior. 

## Cinema
A carreira cinematográfica de Pluto inclui aparições em mais de 100 filmes, em sua maioria curtas de 7 minutos cada. Além de contracenar com o dono, em diversas oportunidades ele dividiu a tela com Donald, Pateta, os esquilos Tico e Teco, o gatinho Fígaro (do longa-metragem Pinóquio) e uma infinidade de bichanos destinados a torrar a paciência dele. Além disso, Pluto pode se gabar por guardar um Oscar em sua casinha - o desenho Lend a Paw (Me Dê uma Pata, de 1941), protagonizado por ele, ganhou o prêmio de Melhor Curta de Animação.